# Schloss Schöllnach

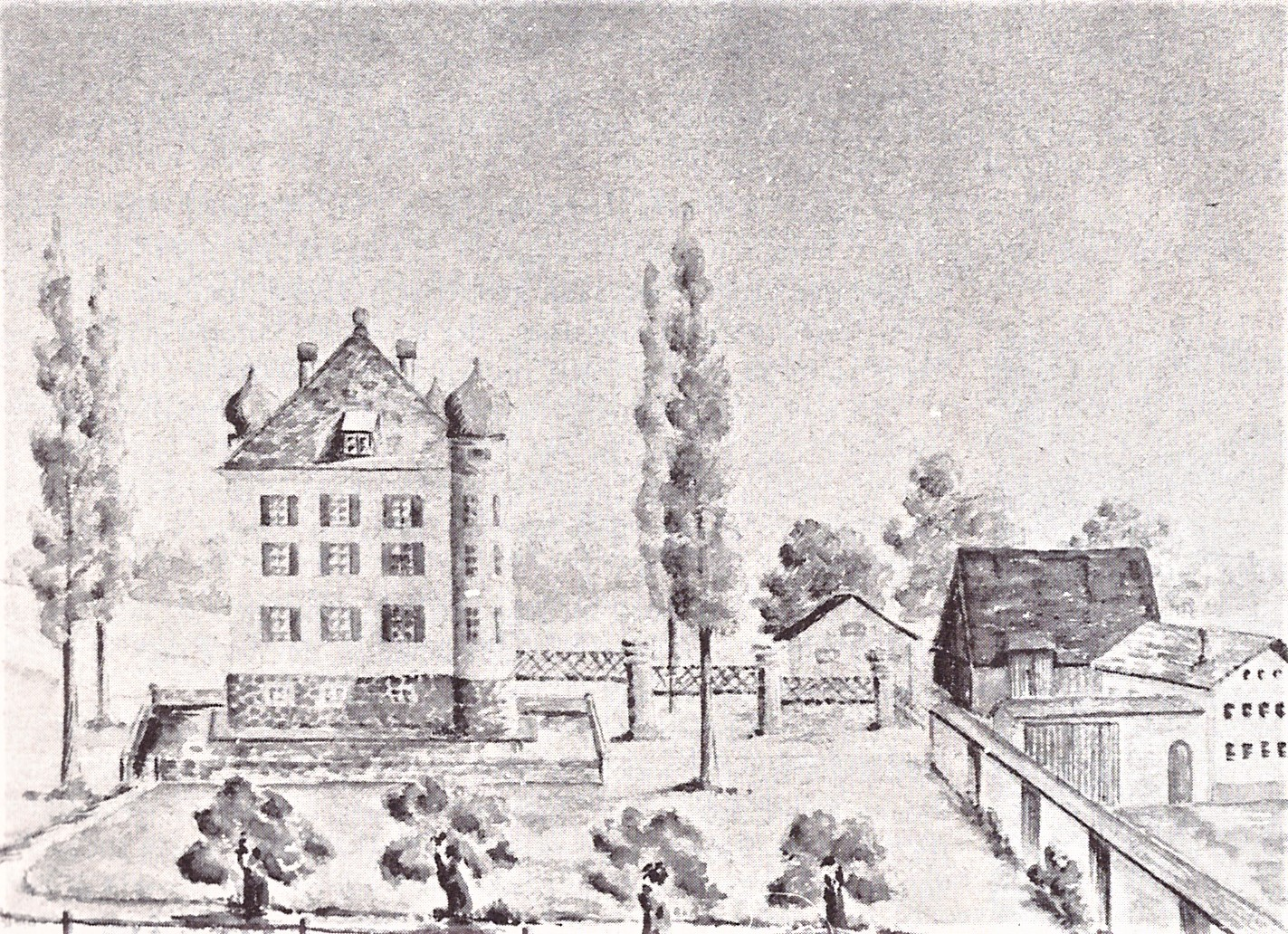
Schloss Schöllnach (1858)

Das abgegangene Schloss Schöllnach befand sich in dem niederbayerischen Markt Schöllnach im Landkreis Deggendorf. Die Burg bzw. das Schloss lag ca. 110 m südöstlich der Ortskirche St. Johannes Baptist, und zwar südlich der Waldstraße bzw. östlich der Bahnhofstraße von Schöllnach. Aufgrund von Einebnungsmaßnahmen sind nur mehr unmerkliche Geländebuckel mit umlaufenden Grabenmulden vorhanden; das Burg- bzw. Schlossgelände ist durch Wohnbauten überbaut. Die Anlage wird als Bodendenkmal unter der Aktennummer D-2-7245-0002 im Bayernatlas als „untertägige mittelalterliche und frühneuzeitliche Befunde im Bereich der ehem. Wasserburg und des Vorburgareals bzw. des frühneuzeitlichen Hofmarksschlosses von Schöllnach“ geführt.

## Beschreibung
Die Anlage befand sich östlich der Kleinen Ohe. Der von einem Wassergraben umgebene Burgplatz war annähernd quadratisch mit einer Seitenlänge von 25 m. Der umgebende Wassergraben hatte eine Breite von 10 bis 13 m. Der Zugang erfolgte über eine Brücke von der Westseite her. Zu der Anlage gehörte eine Vorburg mit mehreren landwirtschaftlichen Gebäuden. Nach der bayerischen Uraufnahme besaß das Hofmarksschloss an der Nordseite zwei vorspringende runde Kuppeltürme und einen in der Mitte der Rückseite. Nach Pätzold wird die Anlage als „ehemaliger Turmhügel“ mit einem zentralen Burghügel bezeichnet, der 1858 eingeebnet worden ist.

## Geschichte
865 wurde Schöllnach urkundlich erstmals erwähnt, damals befand sich Scellinaha im Besitz des Klosters Niederaltaich. Danach gelangte Schöllnach wieder an die bayerischen Herzöge und an das Bistum Bamberg. 1306 gelangte Schöllnach als landesfürstliches Rittermannslehen in den Besitz der bayerischen Herzöge.
1309 erwarb Hartlieb der Puchberger zu Winzer die Hofmark Schöllnach als Pfand. 1311 wurde hier ein Schergenamt mit niederer Gerichtsbarkeit genannt. Ob damals ein Hofmarkssitz bzw. eine Burg errichtet wurde, ist unklar. Nach 1333 erfolgte der Verkauf der Hofmark durch die Tochter des Hartliebs. Zwischen 1375 und 1429 waren hier die Herren Rüd ansässig; 1407 wurde hier Martein der Rüd zu Schellnach genannt. 1429 kam die Hofmark durch Kauf an Oswald den Kafringer zu Socking; 1440 verkauften Osbald Käfringer und seine Hausfrau die Hofmark an Jorg von Fraunberg zum Hag, gesessen zu Rathsmannsdorf; in der Verkaufsurkunde wurde Schöllnach erstmals als Hofmark bezeichnet. Bereits 1445 wurde der Besitz an die Familie Reutorner/Reittorner verkauft, die hier die Hofmarksgerechtigkeit ausübte; die Malefizgerechtigkeit wurde vom Gericht Vilshofen ausgeübt. Die Reittorner waren bis 1612 hier ansässig. Danach kommt sie an den Hans Georg Rütz/Riz zu Gru(e)b und in der Folge bis 1668 an dessen Tochter. Ende des Dreißigjährigen Krieges erfolgte 1647 eine Plünderung von Ort und Schloss durch Truppen des bayerischen Generals Johann von Werth.
Auf dem Eheweg kam der Besitz 1659 an Wolfgang Severin Scharfseder von Rickerting und dann bis 1719 an dessen Tochter Maria Corona. 1742 werden im Zuge des Österreichischen Erbfolgekrieges der Ort und das Schloss durch ungarische Truppen verwüstet. Wieder auf dem Eheweg gelangte die Hofmark bis 1774 an Baron Christoph Josef Heinrich Freiherr von Vieregg. Diesem folgte 1777 durch das Testament der Freifrau Magdalena Theresia von Vieregg der Baron Anton Ferdinand Freiherr von Pfetten, der die Hofmark bis 1833 innehat. Dieser verstarb ohne Erben, zudem hatte er große Schulden angehäuft. Deshalb kam das Lehen durch Rückfall 1834 an das Königreich Bayern. Das Schloss wurde dadurch funktionslos und in der Folge abgerissen.